# مسجد دروازه نو
مسجد دروازه نو مربوط به دوره قاجار است و در اصفهان، خیابان ابن سینا، کوچه سیدان، محله دروازه نو واقع شده و این اثر در تاریخ ۱۱ مرداد ۱۳۷۶ با شمارهٔ ثبت ۱۹۰۵ به‌عنوان یکی از آثار ملی ایران به ثبت رسیده‌است.